# Élections législatives jamaïcaines de 1944
Des élections législatives ont lieu en Jamaïque le 12 décembre 1944. Elles sont remportées par le Parti travailliste de Jamaïque, qui remportent 22 sièges sur 32. La participation est de 58,7 %. Il s’agit des premières élections législatives du pays.

## Résultats
| Parti                          | Votes   | %    | Sièges |
| ------------------------------ | ------- | ---- | ------ |
| Parti travailliste de Jamaïque | 144 661 | 41,4 | 22     |
| Parti national du peuple       | 82 029  | 23,5 | 5      |
| Parti démocratique jamaïcain   | 14 123  | 4,0  | 0      |
| Autres partis                  | 3 500   | 1,0  | 0      |
| Indépendants                   | 104 814 | 30,0 | 5      |
| Votes invalides/blancs         | 39 982  | –    | –      |
| Total                          | 389 109 | 100  | 32     |
| Source : Nohlen                |         |      |        |